# Malmberget östra
Malmberget östra är en av SCB definierad och namnsatt tätort som omfattar bebyggelse i östra delen av gruvorten Malmberget i Malmbergets distrikt i Gällivare kommun.
Bebyggelsen ingick till 2015 i tätorten Malmberget.

## Befolkningsutveckling
| Befolkningsutvecklingen i Malmberget östra 2015–2020           | Befolkningsutvecklingen i Malmberget östra 2015–2020 | Befolkningsutvecklingen i Malmberget östra 2015–2020 | Befolkningsutvecklingen i Malmberget östra 2015–2020 | Befolkningsutvecklingen i Malmberget östra 2015–2020 |
| -------------------------------------------------------------- | ---------------------------------------------------- | ---------------------------------------------------- | ---------------------------------------------------- | ---------------------------------------------------- |
|                                                                |                                                      |                                                      |                                                      |                                                      |
| År                                                             |                                                      |                                                      | Folkmängd                                            | Areal (ha)                                           |
| 2015                                                           | 2015                                                 |                                                      | 1 625                                                | 93                                                   |
| 2020                                                           | 2020                                                 |                                                      | 397                                                  | 87                                                   |
| Anm.: Ny tätort 2015, var tidigare del av tätorten Malmberget. |                                                      |                                                      |                                                      |                                                      |